# Halo (песня Бейонсе)
«Halo» — сингл американской певицы Бейонсе из альбома I Am... Sasha Fierce (2008). Замысел песни заключался в том, чтобы взглянуть на обычную жизнь Бейонсе, без макияжа и атрибутов знаменитости. Песня была написана Райаном Теддером и Эваном Богартом специально для Бейонсе, хотя СМИ предполагали, что она предназначалась для Леоны Льюис. Синглу был сертифицирован четырёхкратный платиновый статус в Австралии, и дважды платиновый в Испании и США.
Сингл получил положительные отзывы от большинства музыкальных критиков, которые особо отмечали «эмоциональный вокал Бейонсе». «Halo» был номинирован на премию «Грэмми» в категории «запись года» и выиграл премию за Лучшее женское вокальное поп-исполнение. Также сингл является обладателем премии MTV Europe Music Awards за лучшую песню года.

## Позиции в чартах
«Halo» возглавил чарты Бразилии, Норвегии и Словакии, и вошёл в пятерку лучших синглов в чартах Австралии, Германии, Ирландии, Италии, Новой Зеландии, Швейцарии, Великобритании и США.
| Страна (2009)                                 | Пик Позиция |
| --------------------------------------------- | ----------- |
| Болгария — The Bulgarian National TOP-40      | 49          |
| Европа — Euro 200                             | —           |
| Россия — TopHit                               | 26          |
| Соединённые Штаты Америки — Billboard Hot 100 | 5           |
| Польша — Polish National Top-50               | 4           |
| United World Chart                            | 36          |

## Трек-листы
| - Австралийский сингл 1. «Halo» — 4:21 2. «Single Ladies (Put a Ring on It)» (RedTop Remix Radio Edit) — 3:32 - Европейский сингл 1. «Halo» — 4:22 2. «Diva» — 3:21 - Немецкий сингл 1. «Halo» (Album Version) — 4:22 2. «Diva» (Album Version) — 3:21 3. «Halo» (Dave Audé Remix — Radio Edit) — 4:10 4. «Halo» (Enhanced Video) — 3:44 - Французский сингл 1. «Halo» — 4:21 | - Британский сингл 1. «Halo» (Olli Collins & Fred Portelli Remix) — 6:58 2. «Halo» (The New Devices Remix) — 5:49 3. «Halo» (My Digital Enemy Remix) — 6:33 4. «Halo» — 4:21 - Канадско-американский сингл 1. «Halo» (Radio Edit) — 3:44 2. «Halo» (Dave Audé Club Remix) — 8:54 3. «Halo» (Gomi Club Remix) — 8:57 4. «Halo» (Karmatronic Club Remix) — 7:13 5. «Halo» (Lost Daze Club Remix) — 8:02 |

## Критика и награды

### Премия Грэмми
| Год  | Номинируемая работа | Категория                               | Результат |
| ---- | ------------------- | --------------------------------------- | --------- |
| 2010 | «Halo»              | Лучшая запись года                      | Номинация |
| 2010 | «Halo»              | Лучшее женское вокальное поп-исполнение | Победа    |

### MTV Europe Music Awards
| Год  | Номинируемая работа | Категория    | Результат |
| ---- | ------------------- | ------------ | --------- |
| 2009 | «Halo»              | Лучшая песня | Победа    |